# Koszechabl
Koszechabl (ros. Кошехабль, adygejski Кощхьабл) – auł w Rosji, w Adygei, stolica rejonu koszechablskiego, w większości zamieszkany przez Adygejczyków (83,7% w 2002).